# N149 (België)
De N149 is een gewestweg in de Belgische provincie Antwerpen. Deze gewestweg vormt de verbinding tussen Kalfort en Willebroek en gaat daarbij als een randweg om Willebroek heen.
De totale lengte van de N149 bedraagt ongeveer 10 kilometer.

## Plaatsen langs de N149
- Kalfort
- Puurs
- Ruisbroek
- Willebroek